# I Got It from My Mama
I Got It from My Mama è il primo singolo ad essere estratto dal terzo album solista di will.i.am, intitolato Songs About Girls.

## Video musicale
Il video è ambientato in una spiaggia brasiliana dove compare will.i.am seduto su una sdraio da mare che osserva delle ragazze che ballano e si rilassano sulla spiaggia. Il tutto si sposta in una scena notturna che rappresenta una festa sulla spiaggia dove c'è il cantante circondato da tante ragazze che ballano.

## Tracce
CD promozionale
1. I Got It from My Mama (Radio Edit)
2. I Got It from My Mama (Album Edit)
3. I Got it from My Mama (Instrumental)

CD, download digitale
1. I Got It from My Mama (Radio Edit)
2. I Got It from My Mama (Album Edit)
3. I Got It from My Mama (Remix)
4. I Got It from My Mama (Video)